# 奥平信光
奥平 信光（おくだいら のぶみつ）は、戦国時代の武将。三河国設楽郡名倉（現・設楽町旧名倉村）の国衆。戸田加賀守とも称し、後に尾張藩士。名倉信光とも称される。

## 生涯
奥平信光は作手地方を領した奥平氏の庶流・名倉奥平氏の当主。名倉奥平氏は奥平貞久の六男・貞次が三河国名倉を拠点にしたことから始まるとされる。信光ら名倉奥平氏は奥平宗家と共に駿河今川氏の従属国衆となっていた。
永禄元年（1558年）5月17日に三河に侵入した隣国・美濃の岩村遠山氏の軍勢と、宗家の奥平定勝と共に名倉船戸橋で戦った。この合戦の功績を今川義元に賞され、幼名松千代宛で感状が与えられたのが史料上の初見である。
同4年（1561年）以降に松平元康（徳川家康）が三河で独立すると松平（徳川）氏に従属し、同12年（1569年）の徳川氏による遠江侵攻に従軍して掛川城攻めに加わった。この時点で信光は徳川重臣で西三河の統括者でもある石川数正の指南を受けている。
元亀元年（1570年）12月に武田氏の武将の秋山虎繁が東美濃の岩村遠山氏の領地を通過して奥三河へ侵攻しようして勃発した上村合戦において出陣したものの遠山氏が惨敗する様子を見て、殆ど戦わずして早く退却し、名倉城に逃げ入った。
元亀3年（1572年）10月に武田信玄による三河・遠江侵攻（西上作戦）が行われると、奥平宗家と共に武田氏に従属して三河先方衆となった。しかし翌年8月に宗家の奥平定能・信昌父子が徳川氏に帰参すると、信光も同じく徳川氏に帰参したらしい。天正3年（1575年）4月に武田勝頼により三河侵攻が行われると、武田方に属していた津具郷（現・設楽町津具）の土豪・後藤九左衛門らを討ち取り、徳川氏より賞されている。
同9年（1581年）10月13日、武田攻めの準備に向けて織田信長の重臣・滝川一益より三河・信濃国境に信濃侵攻の拠点を普請すべく、陣城普請について相談を求められた。その後信光は武節城に入ったという。
翌10年（1582年）の信長の武田征伐による武田氏滅亡後、信長没後の天正壬午の乱にて旧武田領国の甲斐・信濃が動揺する中で、信光は本多信俊と共に甲斐の河尻秀隆の元に派遣されたとされる。
同18年（1590年）に徳川氏が関東に移封されると、信光は家康四男・松平忠吉の重臣となった。慶長5年（1600年）に関ヶ原の戦いの論功行賞で忠吉が尾張に移封された際も従った。
慶長12年（1607年）3月に忠吉が死去すると引き続き尾張清洲藩主となった家康九男・徳川義直に仕えたが、義直後見役の平岩親吉や小笠原吉次らと旧忠吉家臣との対立の結果、同14年（1609年）3月に追放される。その後帰参を赦され、大坂の陣にも参陣した。
寛永7年（1630年）3月15日に死去。子孫は尾張藩士となった。